# Wraxall, North Somerset
Wraxall är en by i civil parish Wraxall and Failand, i distriktet North Somerset, i grevskapet Somerset, i England. Byn är belägen 20 km från Weston-super-Mare. Byn nämndes i Domedagsboken (Domesday Book) år 1086, och kallades då Werocasale/Worocosala/Worochesela.